# 萬俊
萬俊（1983年2月—），湖北武汉人，中国大陆新闻主播，曾供职于湖南经济电视台、中央电视台财经频道，现为凤凰卫视新闻主播。

## 生平
萬俊就读于华中科技大学，就读期间曾获得校内无数奖项。在校期间曾到上海东方电视台、武汉电视台、湖北电视台等参与实习，2004年11月27日在湖南经济电视台都市频道（现湖南都市频道）实习，2005年7月4日毕业后正式加入该频道，2006年3月参加央视《魅力新搭档》主持人大赛，进入中央电视台财经频道担任节目主持人，正式出道。此后他又在北京大学和美国福坦莫大学就读。
2013年移居香港，加入凤凰卫视，万俊参与新闻等的主持工作。2014年，万俊正式担任《军情观察室》新的主持人，董嘉耀继续担任节目“总司令”。

## 主持节目

### 曾主持节目
- 武汉电视台社教频道《才智大考场》
- 湖南都市频道《SNG卫星连线——第一现场》
- 湖南都市频道《欢乐送》
- 湖南都市频道《食神大赛》
- 中央电视台财经频道《为您服务》、《旅游风向标》、《美食走四方》、《生财有道》

### 现主持节目
- 《军情观察室》
- 《石评大财经》
- 《亚洲财经透视》
- 《凤凰财经日报》
- 《金石财经》
- 《今日视点》
- 《凤凰正点播报》
- 《凤凰午间专列》
- 《凤凰全球连线》